# Catene (film 1932)
Catene (Smilin' Through) è un film del 1932, diretto da Sidney Franklin e interpretato da Norma Shearer, Leslie Howard e Fredric March. Tratto dal testo teatrale di Jane Cowl e Jane Murfin, racconta la storia di un amore romantico che attraversa gli anni e la morte. Ottenne la candidatura all'Oscar al miglior film nel 1934, l'anno in cui vinse Cavalcata di Frank Lloyd
Il regista Sidney Franklin aveva già portato sullo schermo questo dramma romantico nel 1922 con il titolo originale Smilin' Through (l'attrice era Norma Talmadge).
Nel 1941, Frank Borzage firmò la regia di una terza versione che vedeva, in Catene del passato protagonista Jeanette MacDonald.
Il lavoro teatrale da cui è tratto il soggetto del film è firmato da Allan Langdon Martin, pseudonimo sotto cui si celano le due autrici, Jane Murfin e Jane Cowl: la commedia venne messa in scena per la prima volta al Broadhurst Theatre il 30 dicembre 1919 restando in cartellone per un totale di 175 repliche. Il doppio personaggio di Moonyeen/Kathleen era interpretato dalla stessa Jane Cowl.

## Trama
Moonyean muore tra le braccia di John il giorno del loro matrimonio. Nella chiesa, ubriaco, irrompe Wayne che vuole uccidere il rivale in amore. La giovane sposa cerca di frapporsi fra i due ma rimane uccisa. Prima di spirare, promette a John che un giorno tornerà da lui.
Passano gli anni. John non ha mai dimenticato la sua Moonyean con cui comunica oltre la morte: ora è un vecchio signore che rimpiange il passato e la perdita della donna amata. Cerca di recuperare il suo rapporto con la vita attraverso la nipote di Moonyean, Kathleen, che ha adottato quando era ancora bambina, Ma Kathleen, divenuta ormai una giovane donna identica a Moonyean, si innamora del figlio di Wayne, Kenneth, incontrato per caso.
Venuto a conoscenza dell'amore di Kathleen per il figlio dell'antico rivale, John le impone di interrompere la relazione e minaccia di diseredarla se i due si sposeranno. Kathleen fugge di casa per unirsi a Kenneth, ma il giovane non vuole approfittare della situazione e la esorta a tornare a casa. Allo scoppio della guerra, Kenneth si arruola nell'esercito.
Quando Kenneth torna a casa ferito, decide di non rivelare a Kathleen le sue condizioni e le fa credere di non essere più innamorato di lei. Quando John viene a conoscenza della verità, si rende conto che Kenneth è diverso da suo padre. Lascia allora libera Kathleen di seguire il suo cuore. Muore finalmente sereno e libero di ricongiungersi con l'amata Moonyean.

## Produzione
Il film fu prodotto dalla Metro-Goldwyn-Mayer (MGM). Venne girato dal luglio all'agosto 1932 a Culver City, negli studio della Metro-Goldwyn-Mayer al 10202 di W. Washington Blvd.

## Distribuzione
Il copyright del film, richiesto dalla Metro-Goldwyn-Mayer Distributing Corp., fu registrato il 5 ottobre 1932 con il numero LP3303
Distribuito dalla Metro-Goldwyn-Mayer (MGM), il film uscì nelle sale cinematografiche USA il 24 settembre 1932.

## Riconoscimenti
- 1934 - Premio Oscar
  - Candidatura Miglior film alla Metro-Goldwyn-Mayer